# Lingcheng (häradshuvudort i Kina, Guangxi Zhuangzu Zizhiqu, lat 22,42, long 109,29)
Lingcheng (kinesiska: 灵城, 灵城镇) är en häradshuvudort i Kina. Den ligger i den autonoma regionen Guangxi, i den södra delen av landet, omkring 110 kilometer sydost om regionhuvudstaden Nanning. Antalet invånare är 155 604. Befolkningen består av 75 059 kvinnor och 80 545 män. Barn under 15 år utgör 24,0 %, vuxna 15-64 år 67 %, och äldre över 65 år 8,0 %.
Runt Lingcheng är det tätbefolkat, med 297 invånare per kvadratkilometer. Det finns inga andra samhällen i närheten. I omgivningarna runt Lingcheng växer i huvudsak städsegrön lövskog.
Genomsnittlig årsnederbörd är 2 386 millimeter. Den regnigaste månaden är juli, med i genomsnitt 436 mm nederbörd, och den torraste är januari, med 40 mm nederbörd.